# Bursard
Bursard ist eine Gemeinde mit 200 Einwohnern (Stand: 1. Januar 2022) im französischen Département Orne in der Normandie. Sie gehört zum Arrondissement Alençon und zum Kanton Écouves. Die Bewohner nennen sich Burressartiens. 

## Lage
Nachbargemeinden sind Neauphe-sous-Essai im Nordwesten und im Norden, Essay im Osten, Ménil-Erreux im Süden und Saint-Gervais-du-Perron im Südwesten. Die Gemeinde liegt im Regionalen Naturpark Normandie-Maine. An der südlichen Gemeindegrenze verläuft der Fluss Vandre.

## Bevölkerungsentwicklung
| Jahr                      | 1962 | 1968 | 1975 | 1982 | 1990 | 1999 | 2008 | 2015 | 2020 |
| ------------------------- | ---- | ---- | ---- | ---- | ---- | ---- | ---- | ---- | ---- |
| Einwohner                 | 227  | 211  | 193  | 172  | 194  | 196  | 196  | 207  | 203  |
| Quelle: Cassini und INSEE |      |      |      |      |      |      |      |      |      |